# 聖劉方濟
聖劉方濟（西班牙語：Francisco Fernández de Capillas；1607年8月15日—1648年1月15日：西班牙语全名为方济各·嘉彼来）是天主教西班牙籍司鐸及道明會會士。他是首位在中國殉道的傳教士，且於2000年10月1日封為聖人。

## 生平

### 早期生活
1607年生在西班牙帝國北部帕倫西亞巴克林德坎波斯，同年8月15日受洗及取名方濟。1623年，嘉彼來在16歲大學畢業後加入道明會初學，且於1631年發大願。1631年6月19日，經過將近一年的海上旅程，於1632年5月初抵達菲律賓馬尼拉。同年6月5日在馬尼拉晉鐸成為神父。嘉彼來神父於1632至1641年期間在呂宋島北部嘉牙茵省傳教及擔任堂區主任司鐸。

### 進入中國傳教
其後，他要求修會派遺他到當時迫害最厲害的日本傳教。1641年他和同會會士徐神父（Francisco Diez）獲准前往台灣傳教。可是，不久後卻被當地的荷蘭人驅逐。他於1642年2月到達中國福建省。那時，在閩東傳教的神父只有三位,分別是施自安、餘方濟和劉方濟。他們各居一方，他努力重新建立團體。劉神父負責管理頂頭、福安城關、雙洋、穆陽和溪填等地區牧民工作。劉神父在兩年多熱心傳教，且成立了道明會第三會。

### 殉道
1644年11月4日同會友徐神父過世，同一天清軍攻入福安城，消滅明朝政權。滿洲人認為天主教與白蓮教有關，因此敵視傳教士及開始對他們迫害。劉神父與施自安神父躲藏到頂頭。
1647年11月13日，聖方濟為教友病人行傅油聖事，返回途中被捕入最壞的監獄，受到嚴刑拷打。聖方濟忍耐痛苦，平靜如常，驚動了法官和獄卒。後來他被送入死牢，獄卒欽佩他，甚至秘密送食物給他。在獄中聖方濟寫道，“我在這裏和其他犯人建立了友誼。他們問我關於福音和天主的問題。我不在乎出獄，我知道我是在行天主的旨意。我不可以在夜間不去睡覺而在祈禱。我就躺在床上祈禱直到天亮。我在這裏有很多的喜樂，無所牽掛。因為我知道這是為耶穌基督。在這裏的日子中，我找到了不容易找到的珍珠。”
1648年1月15日他被判死刑，罪名為傳播邪教，煽動民心背叛新皇，同天被斬首殉道。

## 封圣
他在1909年5月2日被教宗庇護十世封為宣福，2000年10月1日被教宗若望·保祿二世封為聖人。梵蒂岡認可他是第一位中華殉道聖人。他的瞻禮是1月15日。